# Dudinka

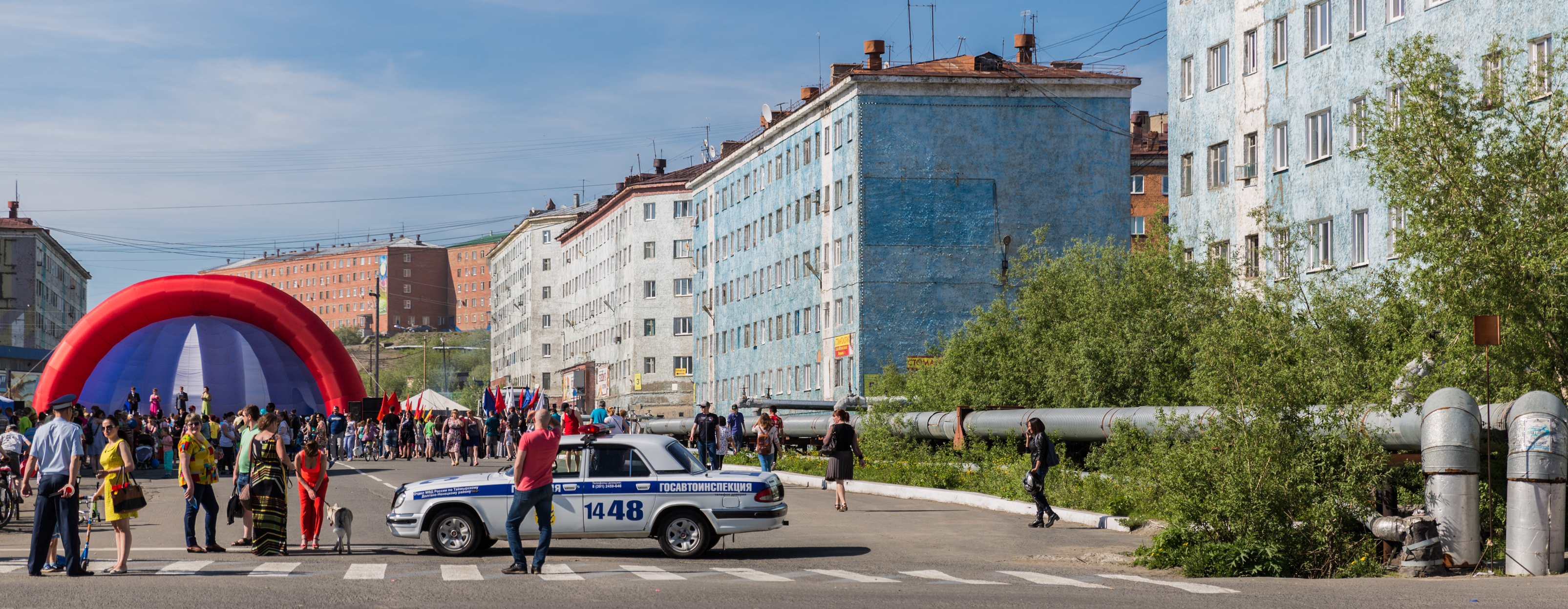
Dudinka

Dudinka (rusky Дудинка) je město v Rusku na severovýchodní Sibiři. Do zrušení Tajmyrského autonomního okruhu byla jeho správním centrem; nyní je střediskem Tajmyrského rajónu Krasnojarského kraje. Žije zde 19 556 obyvatel (2021). Cizinci potřebují ke vstupu do města povolení. Je zde důležitý přístav na Jeniseji. Průmysl rybný. Prochází zde nejsevernější železnice světa (Dudinka – Norilsk – Talnah (Norilsk)).

## Historie
Dudinka byla založena v roce 1667 Ivanem Sorokinem. V 18. století zde zimovali účastníci Velké severní expedice Chariton Laptěv, Semjon Čeljuskin a Fjodor Minin.
V roce 1923 bylo v Dudince 12 domů a dřevěný kostel. 
Město se začalo rozrůstat během druhé poloviny 20. století. Od roku 1978 celoročně plují do místního přístavu atomové ledoborce, které tak umožňují využívat přístav prakticky celoročně (kromě období jarních povodní).

## Doprava

### Přístav
V Dudince je důležitý námořní a říční přístav. Celoročně je město spojeno námořní dopravou s Archangelskem a Murmanskem, během letního období je zde říční doprava s Krasnojarskem a Diksonem. Přístav v Dudince je jediný na světě, který je plně vybaven kotvišti, která jsou při jarních záplavách zcela zaplaveny.
V roce 2021 společnost Nornikel, která obsluhuje přístav dudinský přístav, se rozhodla investovat až 26 miliard rublů do rozvoje přístavu, čímž se má zvýšit kapacita přístavu o třetinu. V roce 2022 vzrostl objem přepravovaných kontejnerů oproti roku 2021 o 26,8 %. V roce 2022 každý desátý obyvatel Dudinky pracoval v přístavu.
V roce 2022 dudinským námořním přístavem prošlo 4,5 milionu tun nákladu, čímž byl překonán rekord v objemu obratu nákladu v Dudince. V přístavu bylo odbaveno za rok 1576 lodí.

### Železnice
Město je napojeno na nejsevernější železnici světa, která ho spojuje s Norilskem.

## Kultura
Ve městě je od roku 1937 Tajmyrské muzeum místních tradic, což je nejsevernější muzeum na světě.